# Roda de Savart

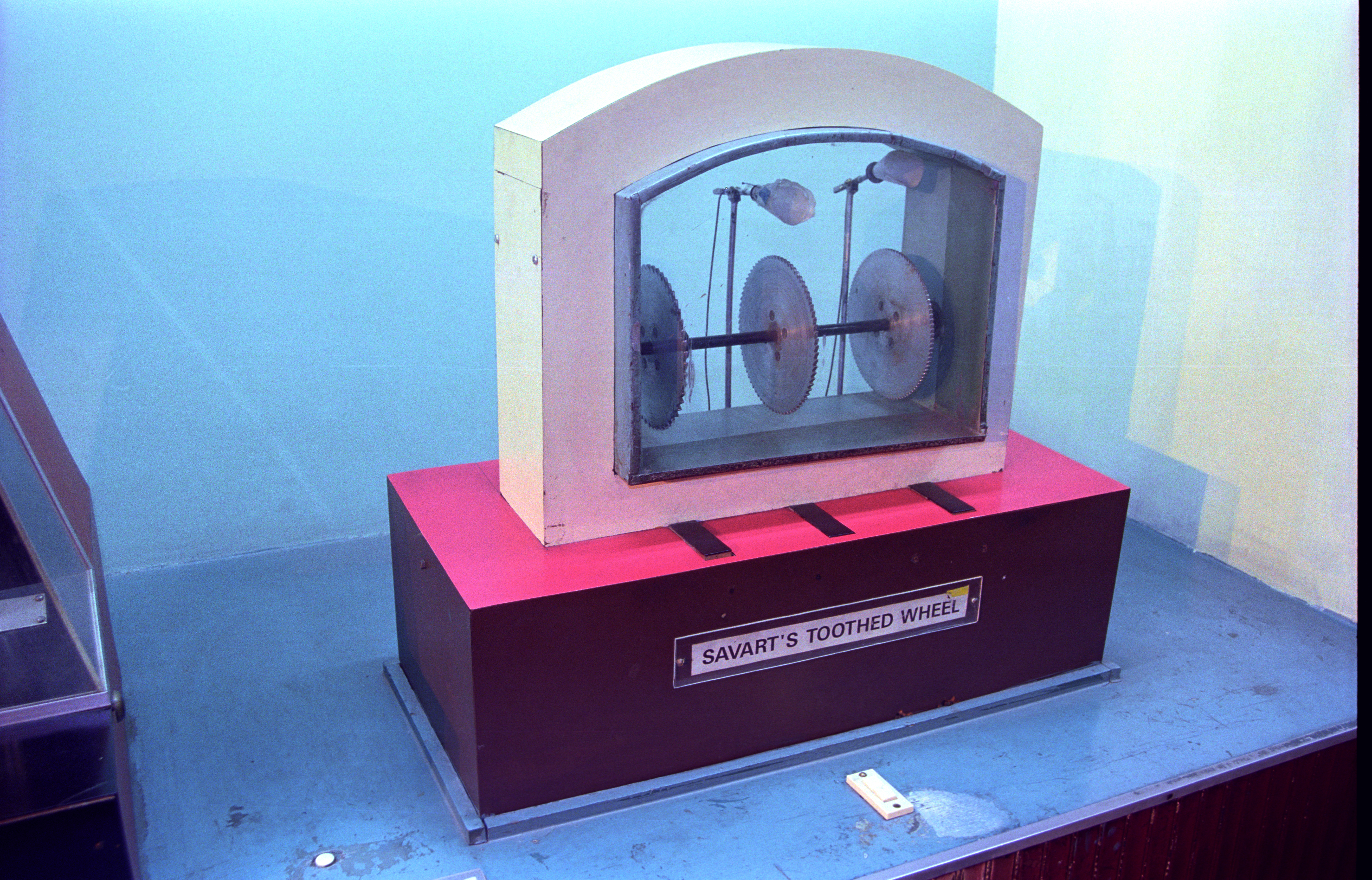
Una roda de Savart (exposada al Birla Industrial & Technological Museum, Kolkata, Índia, l'any 2000)

La roda de Savart és un dispositiu acústic que porta el nom del físic francès Félix Savart (1791–1841), però que va ser concebut i desenvolupat originalment pel científic anglès Robert Hooke (1635–1703).
Una targeta subjecta a la vora d'una roda dentada giratòria produirà un to, el qual variarà segons la velocitat de la roda. Un mecanisme d'aquest tipus, fet amb rodes de llautó, va permetre a Hooke produir ones sonores d'una freqüència determinada, i així demostrar a la Royal Society el 1681 com el to es relaciona amb la freqüència. Per a propòsits pràctics, el dispositiu de Hooke aviat va ser suplantat per la invenció del diapasó.
Aproximadament un segle i mig després del treball de Hooke, Savart va reprendre el mecanisme per a les seves investigacions sobre el rang de l'oïda humana. Durant la dècada de 1830, Savart va ser capaç de construir rodes de llautó grans i finament dentades que produïen freqüències de fins a 24 kHz, d'aquesta manera semblava haver construït el primer generadors d'ultrasons artificials del món. A finals del segle xix, la roda de Savart també es va utilitzar en investigacions fisiològiques i psicològiques de la percepció del temps.
Avui en dia, les rodes de Savart es mostren habitualment en conferències de física, i de vegades es poden accionar mitjançant una mànega d'aire que bufa sobre les dents (en lloc del mecanisme de la targeta).

## Descripció
El dispositiu bàsic consisteix en una roda de trinquet amb un gran nombre de dents uniformement espaiades. Quan la roda gira, mentre la vora de la targeta està subjecta contra les dents de serra, es poden escoltar una successió de clics diferents. Quan la roda gira ràpidament, produeix un to agut, mentre que si es deixa girar més lentament el to disminueix progressivament. Com que la freqüència del to és directament proporcional a la velocitat a la qual les dents toquen la targeta, es pot calibrar una roda Savart per proporcionar una mesura absoluta de to. També es poden connectar diverses rodes de diferents mides, que porten diferents nombres de dents, per permetre que es produeixin diferents afinacions o acords mentre l'eix gira a un ritme constant.

## La roda de Hooke
Hooke va començar a treballar en la seva roda el març de 1676, juntament amb el reconegut rellotger Thomas Tompion, després de converses amb el teòric musical William Holder. Tenia un interès des de fa temps per les vibracions musicals, i una dècada abans, l'any 1666, fins i tot havia presumit davant Samuel Pepys de saber com bategaven les ales d'una mosca pel so que feien. El juliol del 1681, va demostrar a la Royal Society el seu nou dispositiu per produir tons musicals diferents colpejant les dents de les rodes de llautó que giraven ràpidament. D'aquesta manera, va poder generar per primera vegada ones sonores de freqüència coneguda, i proporcionar una demostració empírica de la correspondència entre la percepció humana del to i la propietat física de la freqüència de les ones sonores. A més, instal·lant diferents rodes una al costat de l'altra en el mateix eix, va poder verificar les relacions de freqüència per a intervals musicals, com ara quintes i quartes perfectes, etc.
Hooke va publicar els seus resultats l'any 1705. Tot i proporcionar una mesura objectiva del to, la seva roda aviat es va deixar d'utilitzar a nivell quotidià amb motiu de la invenció, el 1711, del diapasó.

## Versió de Savart

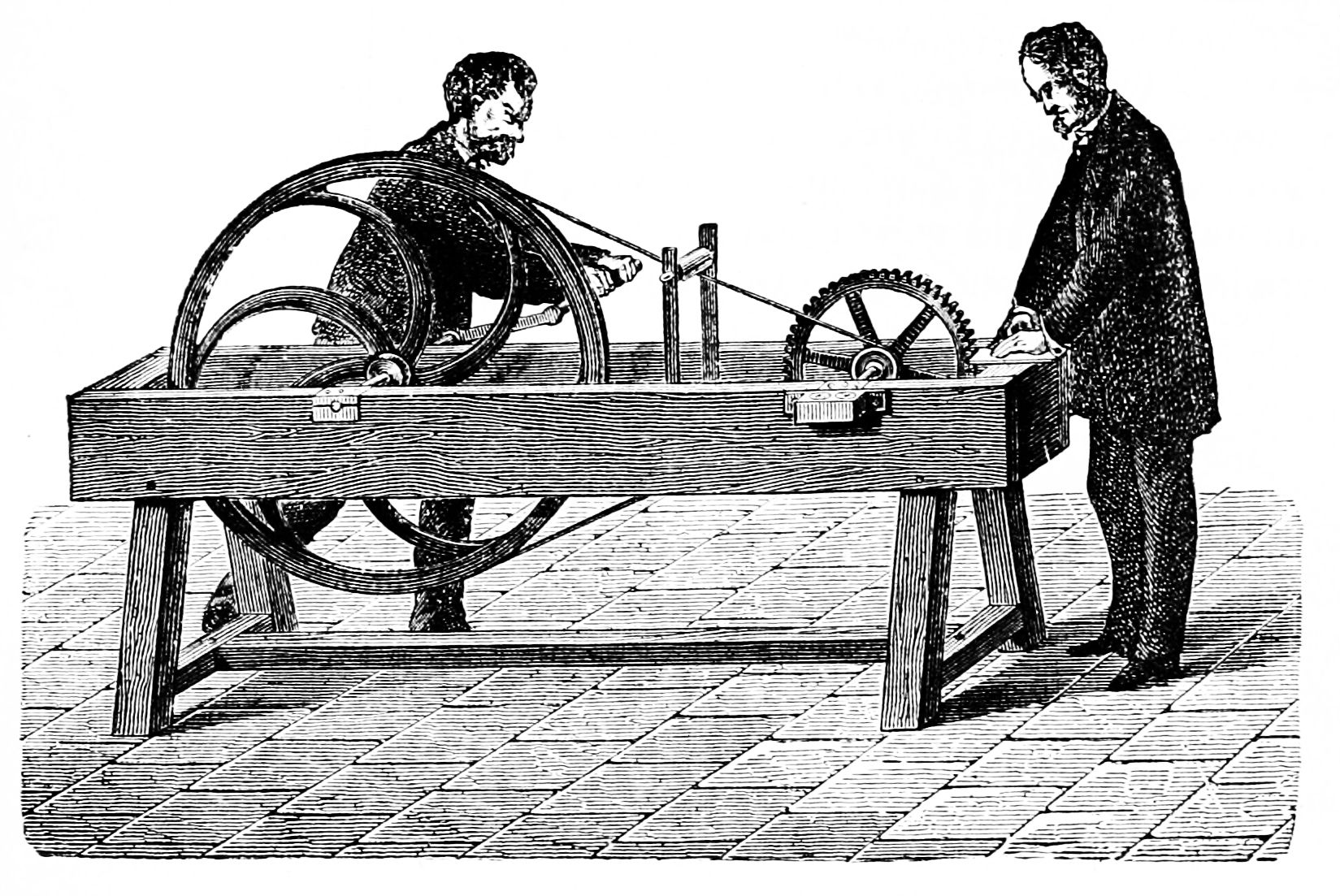
Una il·lustració d'una roda de Savart (de la Ciència Popular Mensual, 1873)

El dispositiu de Hooke no es va tornar a utilitzar amb finalitats d'estudi durant més d'un segle. El seu següent ús documentat va ser el 1830 quan Savart va informar que utilitzava un sistema similar al de Hooke, el qual va desenvolupar mentre investigava el rang inferior de l'oïda humana. La contribució específica de Savart va ser col·locar un tacòmetre a l'eix de la roda dentada per facilitar el calibratge de la velocitat. Savart va utilitzar la seva roda com una alternativa pràctica a la sirena de John Robison, que també estava sent adoptada en aquell moment per Charles Cagniard de la Tour per provar el rang de l'oïda humana. El 1834, Savart estava construint rodes de llautó amb una amplada de 82 cm i fins a 720 dents. Aquestes rodes, que podrien produir freqüències de fins a 24 kHz, sovint es presenten com els primers generadors artificials d'ultrasons.

## Ús en experiments de percepció del temps
A finals del segle xix, la roda de Savart es va adaptar per al seu ús en investigacions fisiològiques i psicològiques de la percepció humana del temps. El 1873, el fisiòleg austríac Sigmund Exner va informar de la capacitat auditiva de distingir els clics successius de la roda (o, alternativament, espurnes elèctriques ràpides) a intervals de temps tan propers com 2 mil·lisegons (1/500 seg). Més tard, els psicòlegs nord-americans G. Stanley Hall i Joseph Jastrow van utilitzar una roda modificada que produïa un nombre variable de clics a diferents intervals, amb la qual el 1886 van informar sobre els límits de la percepció humana de les discontinuïtats acústiques.

## Aplicacions musicals i altres
El 1894, l'enginyer elèctric francès Gustave Trouvé va patentar un instrument de teclat accionat elèctricament capaç de tocar una sèrie de 88 rodes Savart de diferents mides des d'un teclat de piano, permetent acords harmònics i dinàmiques. El mateix principi s'utilitza en els orgues electromecànics actuals, com l'orgue Hammond, que fa ús de rodes tòniques.
El concepte també s'ha adaptat per produir un instrument musical experimental creat per Bart Hopkin. Aquesta aplicació de la roda de Savart consta d'una sèrie de 30 discos de fusta de mida creixent muntats sobre un eix motoritzat. Les vibracions s'indueixen en un plectre quan entra en contacte amb les crestes que recobreixen cada disc a intervals regulars, i s'amplifiquen en una tassa d'escuma de poliestirè que actua com a caixa de ressonància. Es diu que l'instrument fa "el so més molest, desagradable i irritant que s'hagi conegut mai".
Avui en dia, les rodes de Savart s'utilitzen habitualment per a demostracions durant les conferències de física. En una variant, la roda es pot accionar mitjançant una mànega d'aire que bufa sobre les dents; en aquest cas, el to del so produït variarà amb relació a la força del corrent d'aire.